# Elements del període 5
Un element del període 5 és un dels elements químics de la cinquena filera (o període) de la taula periòdica dels elements.
Aquests són:
| Grup     | 1     | 2     | 3    | 4     | 5     | 6     | 7     | 8     | 9     | 10    | 11    | 12    | 13    | 14    | 15    | 16    | 17   | 18    |
| # Nom    | 37 Rb | 38 Sr | 39 Y | 40 Zr | 41 Nb | 42 Mo | 43 Tc | 44 Ru | 45 Rh | 46 Pd | 47 Ag | 48 Cd | 49 In | 50 Sn | 51 Sb | 52 Te | 53 I | 54 Xe |
| e--conf. |       |       |      |       |       |       |       |       |       |       |       |       |       |       |       |       |      |       |

| Metalls alcalins | Alcalinoterris | Lantanoides | Actinoides | Metalls de transició |
| Altres metalls   | Metal·loides   | No metalls  | Halògens   | Gasos nobles         |